# Ляман Атакишиєва
Атакишиєва Ляман Гасановна (Гасан кизи) (азерб. Atakisiyeva Lyaman Hэsэn gizi; нар. 3 серпня 1933, м. Баку) — радянська та азербайджанська хорова диригентка, Заслужена діячка мистецтв Азербайджану. Засновниця Азербайджанського хорового товариства, а також однойменного хору.

## Біографія
Закінчила Азербайджанську консерваторію (1956) в класі Фролової. В 1956 успішно дебютувала як головна диригентка республіканського «Свята пісні». Закінчивши консерваторію, стала викладачкою цього закладу. У 1966–1969 роках проходила стажування в аспірантурі Московського музично-педагогічного Інституту імені Гнесіних.

## Творча діяльність
1976 року організувала Камерний хор «Хорового товариства Азербайджану», що став першим камерним хором в Азербайджані і відіграв значну роль у становленні хорового мистецтва Азербайджана. Зокрема за порадою Атакишиєвої багато азербайджанських композиторів звернулися до жанрів світової хорової музики, що їх раніше не використовували азербайджанські композитори.

## Робота в академії
У 2001 році, на запрошення художнього керівника  Академії хорового мистецтва імені В. С. Попова при Федеральному Агентстві з культури та кінематографії Російської Федерації, Ляман Атакишиєва переїхала до Москви, де працювала на посаді професорки кафедри хорового диригування в Академії Хорового Мистецтва до 2010 року.

## Джерело
- Яркий представитель хоровой культуры Азербайджана Ляман Атакишиева [Архівовано 5 квітня 2014 у Wayback Machine.]